# Octomeria alpina
Octomeria alpina é  uma pequena espécie de orquídea (Orchidaceae) originária do Brasil.

## Características
É uma espécie muito próxima da Octomeria crassifolia porém a última apresenta folhas muito mais finas, mais sulcadas centralmente pela frente e formando uma dobra mais saliente atrás suas bordas levemente recurvadas para trás também. As folhas da Octomeria alpina são mais carnudas, quase planas pela frente e por trás não têm a nervura central tão destacada, ou seja, são praticamente arredondadas, muito mais espessas no centro. Suas bordas não recurvam para trás.
A Octomeria crassifolia tem as flores mais juntas e um pouquinho menores, em mais quantidade. No disco duas marcas vermelhas em vez de uma. Tem também um pequeno calo central perto da ponta do labelo, e este é levemente mais curto e não se curva para trás como a outra. A planta é mais alta cerca de 7 cm., a diferença no comprimento dos caules e não das folhas, que têm o mesmo comprimento. O pecíolo das flores da O. alpina são mais pelo menos 50% longos que os da O. crassifolia.

## Bibliografia

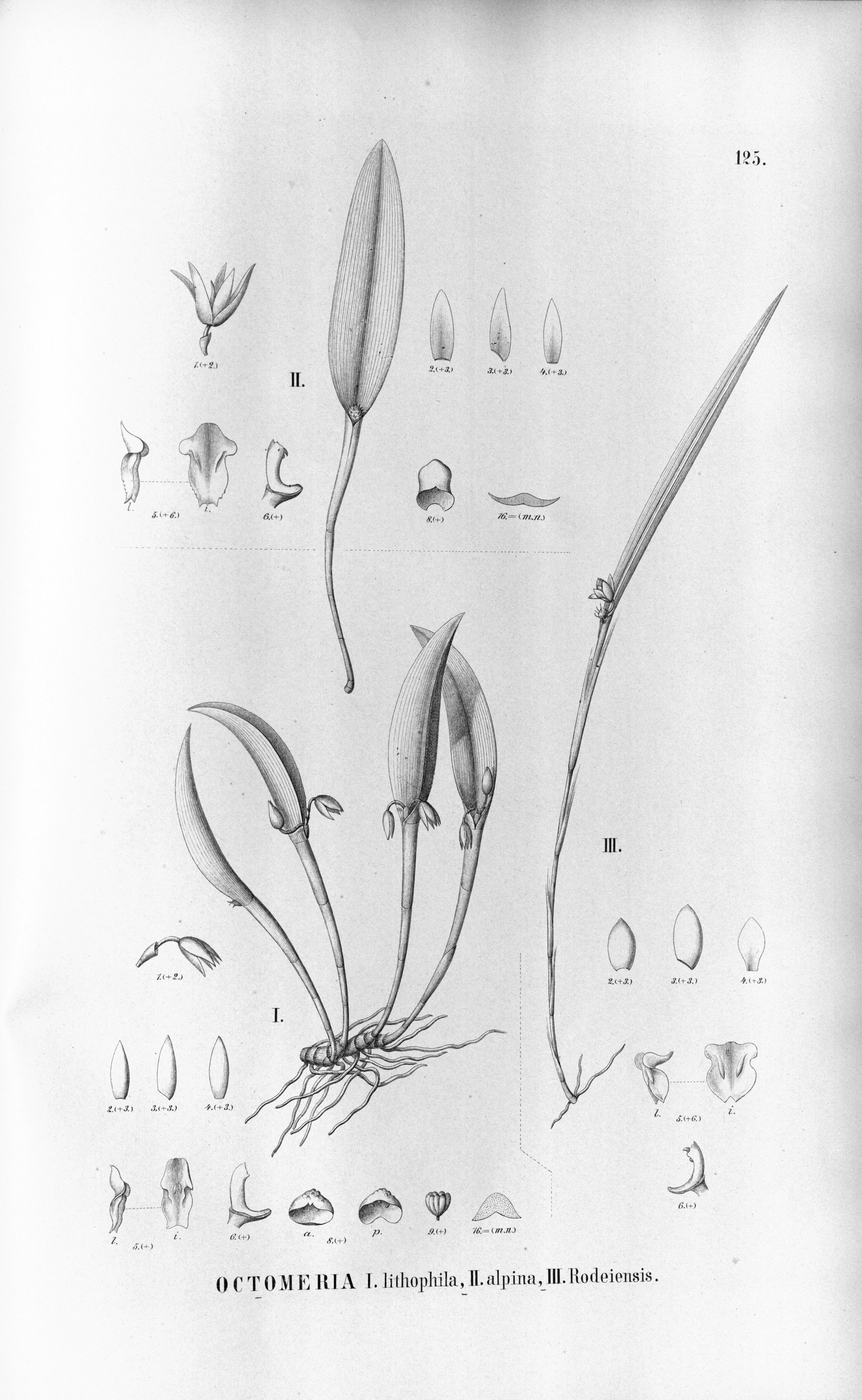
Flora Brasiliensis.